# ミルティン・オスマイッチ
ミルティン・オスマイッチ（Milutin Osmajić、1999年7月25日 - ）は、モンテネグロ出身のサッカー選手。FCヴィゼラ所属。ポジションはFW。

## クラブ経歴
2017-18シーズン、FKスティエスカ・ニクシッチでプロデビューを果たし、プロデビューから4シーズン目となった2020-21シーズンはリーグ戦32試合に出場して10ゴールを挙げた。
2021年8月9日、カディスCFに移籍し、3年契約を交わした。

## 代表経歴
2020年11月11日、カザフスタン代表との親善試合にてモンテネグロ代表デビューを飾った。